# Ian Watkins (rugby à XV)
Pour les articles homonymes, voir Ian Watkins.
Pas d'image ? Cliquez ici

a Compétitions nationales et continentales officielles uniquement.

b Matchs officiels uniquement.
Ian John Watkins, né le 10 mars 1963 à Ebbw Vale, est un joueur de rugby à XV gallois évoluant au poste de talonneur. Il joue en équipe du pays de Galles de 1988-1989.

## Biographie
Il joue en club successivement avec l'Ebbw Vale RFC, le Cardiff RFC et le Swansea RFC. Il connaît également huit sélections avec les Barbarians de 1985 à 1990. Il obtient sa première sélection le 6 février 1988 contre l'Angleterre et sa dernière le 18 mars 1989 également contre l'Angleterre. Il remporte le Tournoi des Cinq Nations 1988 sans pour autant réaliser le Grand Chelem.

## Palmarès
- Vainqueur du Tournoi des Cinq Nations en 1988

## Statistiques en équipe nationale
- 10 sélections
- 4 points (1 essai)
- sélections par année : 6 en 1988, 4 en 1989
- Tournois des Cinq Nations disputés : 1988, 1989